# 昂達 (阿肯色州)
昂達（英語：Onda）是位於美國阿肯色州華盛頓縣的一個非建制地區。該地的面積和人口皆未知。

## 地理
昂達的座標為35°51′59″N 94°17′30″W / 35.86639°N 94.29167°W，而該地的平均海拔高度為514米（即1686英尺）。